# Kana Tomizawa
Kana Tomizawa (Saitama, 6 luglio 1999) è una judoka giapponese, medaglia d'oro alle XXX Universiadi nel 2019.

## Palmares
- Campionati asiatico-pacifici di judo

Fujairah 2019: argento nei 57 kg.